# Per-Gunnar Andersson

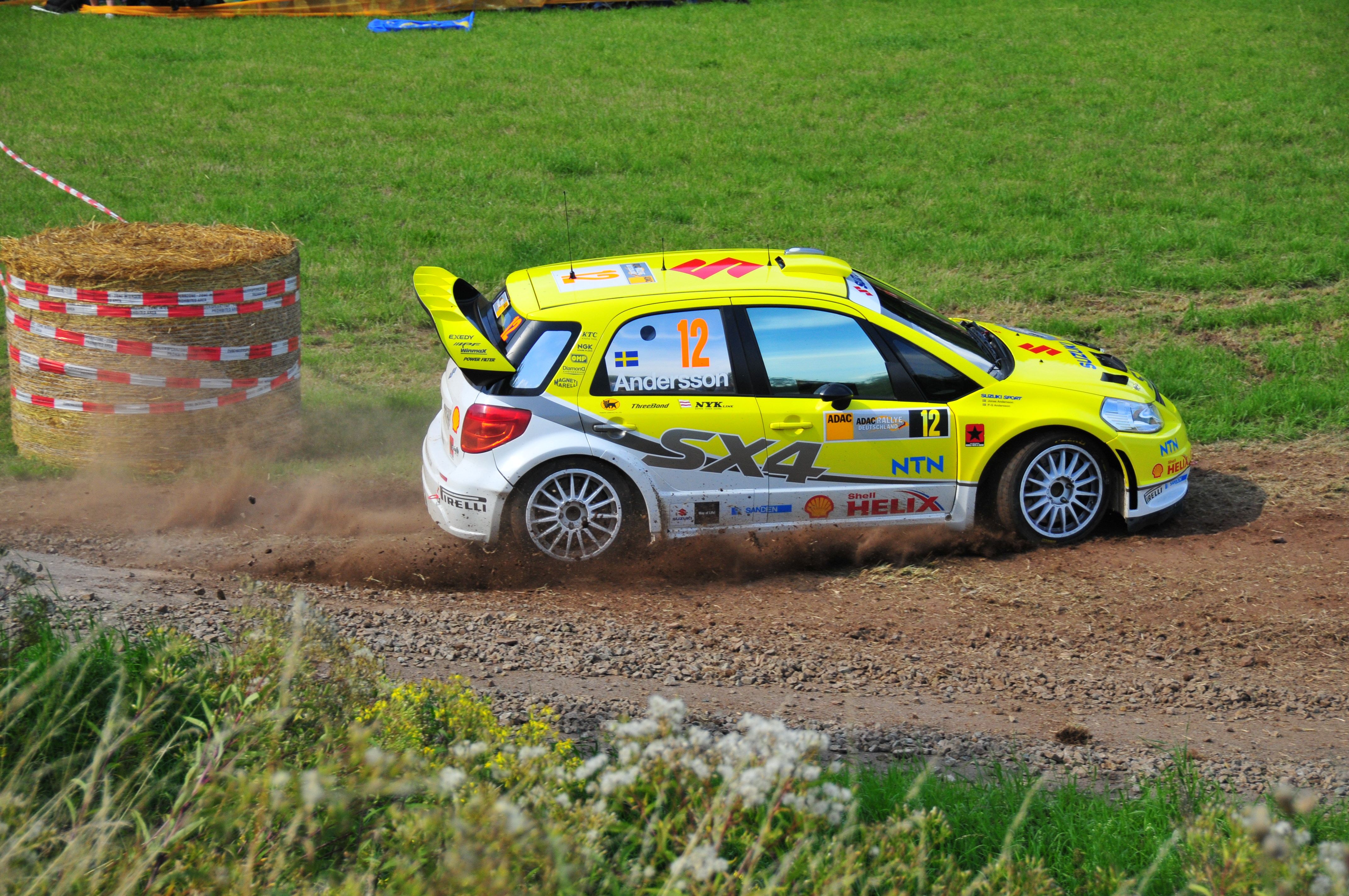
2008-ban a Német-ralin

Per-Gunnar Andersson (Årjäng, 1980. március 10. –) svéd raliversenyző, kétszeres junior ralivilágbajnok.

## Pályafutása
2002-ben, a Svéd ralin debütált a rali-világbajnokság mezőnyében.
A 2003-as világbajnokság négy európai helyszínén vett részt.

### JWRC
2004-ben benevezett a junior rali-világbajnokságba, egy Suzuki Ignis S1600-as versenyautóval. Három futamon győzött és további egyszer lett második, végül megnyerte a bajnokságot. 2005-ben hatodik, 2006-ban a harmadik helyen zárt a bajnokság értékelésében. 2007-ben a Suzuki Sport Europe csapatában versenyzett. Három alkalommal első, egyszer második és egyszer negyedik helyen ért célba, az így szerzett negyvenhárom pontjával, 2004 után újfent megnyerte a bajnokságot.

### WRC
2008-ban a Suzuki gyár WRC-s programjának részese volt. A szezon során tizenkét pontot gyűjtött és a bajnokság tizenkettedik helyén zárt.